# Sismo de Mianmar de 2011
O Sismo de Mianmar de 2011 foi um terremoto de 6,8 graus da escala Richter ocorrido em 24 de março, que teve seu epicentro a leste do estado de Shan, em Mianmar (antiga Birmânia), com um hipocentro de 10 quilômetros de profundidade. Foi seguido por dois abalos secundários, um de 4,8 e outro de 5,4 graus e um abalo subsequente, de 5 graus. O epicentro do tremor se localiza a 110 quilômetros da cidade de Chiang Rai, no norte da Tailândia.
Ao menos duas pessoas teriam morrido, segundo as primeiras informações.
O terremoto foi sentido até em Bangcoc, capital da Tailândia, onde os edifícios mais altos tremeram por alguns segundos. Em Mianmar, mais de 130 construções desmoronaram. A maior parte dos mortos estava na cidade de Tachilek. Chiang Rai é a principal cidade do norte da Tailândia, e um dos principais destinos turísticos do país. O terremoto aconteceu em uma região remota, montanhosa, pouco habitada e que faz parte do chamado Triângulo de Ouro da Droga, onde convergem as fronteiras de Mianmar, Laos e Tailândia. No dia 10, 25 pessoas morreram e 250 ficaram feridas em outro abalo sísmico, de 5,8 graus, que sacudiu a região fronteiriça entre China e Mianmar.